# قائمة المقاطعات والأراضي الكندية من حيث إجمالي الناتج المحلي
هذه المقالة عن قائمة المقاطعات الكندية من حيث إجمالي الإنتاج المحلي. القائمة وضعت في 2015. يصل الناتج المحلي الإجمالي في كندا إلى حوالي 1.55 تريليون دولار لتحل بهذا بالمرتبة 11 عالميا.

## إجمالي الإنتاج المحلي
في قائمة المقاطعات الكندية من حيث الناتج المحلي الإجمالي التنازلي (حسب سعر الصرف الحالي)، كل الأرقام مأخوذة من مركز الإحصاء الكندي  A

Map of Canadian provinces and territories by consolidated GDP (PPP) in 2006, in million C$.
< 2,000
2,000 - 20,000
20,000 - 30,000
30,000 - 50,000
50,000 - 150,000
150,000 - 250,000
250,000 - 500,000
>500,000

| المقاطعات و المناطق       | الناتج المحلي الإجمالي (بالمليون بالدولار الكندي لعام 2015) | حصة المقاطعة من الناتج المحلي الإجمالي (%, 2015) | الناتج المحلي الإجمالي (بالمليون بالدولار الكندي لعام 2015) | Share of national GDP (%, 2005) |
| ------------------------- | ----------------------------------------------------------- | ------------------------------------------------ | ----------------------------------------------------------- | ------------------------------- |
| Canada                    | 1٬986٬193                                                   | 100                                              | 1٬417٬028                                                   | 100                             |
| كولومبيا البريطانية       | 249٬981                                                     | 12٫59                                            | 174٬855                                                     | 12٫34                           |
| ألبرتا                    | 326٬433                                                     | 16٫44                                            | 225٬460                                                     | 15٫91                           |
| ساسكاتشوان                | 79٬415                                                      | 4٫00                                             | 44٬889                                                      | 3٫17                            |
| مانيتوبا                  | 65٬862                                                      | 3٫32                                             | 43٬082                                                      | 3٫04                            |
| أونتاريو                  | 763٬276                                                     | 38٫43                                            | 556٬635                                                     | 39٫28                           |
| كيبك                      | 380٬972                                                     | 19٫18                                            | 280٬133                                                     | 19٫77                           |
| نيو برونزويك              | 33٬052                                                      | 1٫66                                             | 25٬552                                                      | 1٫80                            |
| جزيرة الأمير إدوارد       | 6٬186                                                       | 0٫31                                             | 4٬257                                                       | 0٫30                            |
| نوفا سكوشا                | 40٬225                                                      | 2٫03                                             | 32٬127                                                      | 2٫27                            |
| نيوفاوندلاند واللابرادور  | 30٬100                                                      | 1٫52                                             | 22٬249                                                      | 1٫57                            |
| قالب:YT                   | 2٬710                                                       | 0٫14                                             | 1٬572                                                       | 0٫11                            |
| الأقاليم الشمالية الغربية | 4٬828                                                       | 0٫24                                             | 4٬445                                                       | 0٫31                            |
| نونافوت                   | 2٬447                                                       | 0٫12                                             | 1٬161                                                       | 0٫08                            |

## حصة الفرد من الناتج المحلي الإجمالي
قائمة المقاطعات حسب حصة الفرد من الناتج المحلي الإجمالي.

Map of Canadian provinces and territories by per capita GDP.
30,000 - 35,000
35,001 - 40,000
40,001 - 45,000
45,001 - 50,000
50,001 - 60,000
60,001 - 70,000
> 70,000

| المقاطعة او المنطقة       | الناتج المحلي الإجمالي (بالمليون من الدولار الكندي , 2015) | عدد السكان (2015) | الناتج المحلي الإجمالي للفرد (بالدولار الكندي، 2015) | Average Total Income (CAD$, 2010) |
| ------------------------- | ---------------------------------------------------------- | ----------------- | ---------------------------------------------------- | --------------------------------- |
| Canada                    | 1٬986٬193                                                  | 35٬848٬610        | 55٬405                                               | 41٬129                            |
| كولومبيا البريطانية       | 249٬981                                                    | 4٬692٬953         | 53٬267                                               | 40٬196                            |
| ألبرتا                    | 326٬433                                                    | 4٬179٬660         | 78٬100                                               | 53٬408                            |
| ساسكاتشوان                | 79٬415                                                     | 1٬132٬263         | 70٬138                                               | 40٬933                            |
| مانيتوبا                  | 65٬862                                                     | 1٬295٬981         | 50٬820                                               | 36٬795                            |
| أونتاريو                  | 763٬276                                                    | 13٬797٬038        | 55٬322                                               | 42٬643                            |
| كيبك                      | 380٬972                                                    | 8٬259٬452         | 46٬126                                               | 36٬491                            |
| نيو برونزويك              | 33٬052                                                     | 754٬309           | 43٬818                                               | 34٬164                            |
| جزيرة الأمير إدوارد       | 6٬186                                                      | 146٬736           | 42٬157                                               | 33٬632                            |
| نوفا سكوشا                | 40٬225                                                     | 943٬373           | 42٬640                                               | 36٬108                            |
| نيوفاوندلاند واللابرادور  | 30٬100                                                     | 528٬676           | 56٬935                                               | 35٬345                            |
| قالب:YT                   | 2٬710                                                      | 37٬393            | 72٬473                                               | 47٬832                            |
| الأقاليم الشمالية الغربية | 4٬828                                                      | 44٬244            | 109٬122                                              | 53٬632                            |
| نونافوت                   | 2٬447                                                      | 36٬532            | 66٬982                                               | 44٬755                            |

## انظر أيضا
- اقتصاد كندا